# Miracidium
Als Miracidium, Mirazidium oder Wimpernlarve bezeichnet man ein Lebensstadium der parasitischen Saugwürmer (Trematoda) und Hakensaugwürmer (Monogenea), bei letzteren wird es allerdings meist als Oncomiracidium bezeichnet. Beispiele für Arten sind etwa die Leberegel und die Pärchenegel.
Es handelt sich um freischwimmende, bewimperte Larvenstadien, die der Verbreitung im Wasser und der Infektion eines geeigneten Wirts dienen. Bei Saugwürmern ist dies der (erste) Zwischenwirt, in der Regel eine Schneckenart, bei Hakensaugwürmern der Endwirt, meist ein Fisch, seltener ein Amphibium oder Reptil.
Miracidien schlüpfen aus Eiern, die vom Endwirt meist mit den Fäkalien ins Wasser abgegeben werden. Zum Zeitpunkt der Abgabe sind die Eier bereits befruchtet und besitzen oftmals einen Deckel (Operculum), der beim Schlüpfen abgesprengt werden kann. Der Nachweis von Mirazidien kann labormedizinisch durch das Mirazidien-Schlüpfverfahren erfolgen.

## Anatomie
Der ananatomische Feinbau ist auf dem Bild rechts dargestellt. Am vorderen Ende befindet sich die Apikalpapille (1). Dahinter liegen die Penetrationsdrüse(2) sowie rechts und links die lateralen Drüsen(3). Zur Fortbewegung ist die gesamte Körperoberfläche mit aktiv beweglichen Cilien bedeckt(7). Miracidien besitzen ein Nervensystem (5) mit Cerebralganglion und diverse Sinnesorgane, die zur Aufspürung des Zwischenwirts dienen. Die Augenflecken sind im Bild mit der Ziffer 4 gekennzeichnet. Ferner zeichnen sich Miracidien durch Protonephridien genannte Ausscheidungsorgane (6) aus, die über den Expeditionsporus abgeleitet werden. Die hintere Hälfte der Larve enthält zahlreiche Stammzellen (8), die aus einer nach der ersten Zellteilung des befruchteten Eis entstandenen Urstammzelle hervorgegangen sind und ausschließlich der Vermehrung dienen. Bereits im Miracidium bilden sich durch fortgesetzte Zellteilung dieser unbefruchteten Stammzellen auf asexuellem Wege Embryos, die sich aus somatischen Zellen (normalen Körperzellen) und weiteren Stammzellen zusammensetzen. Ein Verdauungssystem fehlt; ihre Stoffwechselenergie gewinnen sie aus Eidotter.
Sobald Miracidien auf einen geeigneten Wirt stoßen, wird dieser zum Beispiel durch den Darm mit Hilfe spezieller Penetrationsstrukturen (im Bild: 1, 2, 3) infiziert. Die bewimperte Epidermis (7) wird nun durch eine spezielle, für parasitische Plattwürmer charakteristische Außenhaut, die Neodermis, ersetzt. Eine Metamorphose zum nächsten Stadium des Lebenszyklus, der Sporozyste, schließt sich an.
Hakensaugwürmer zeigen keinen Wirtswechsel; hier befallen die meist Oncomiracidien genannten Larven sogleich den Endwirt. Sie verfügen charakteristischerweise am Hinterende über eine spezielle Struktur, den Haptor, der mit zahlreichen Haken und Saugnäpfen versehen ist, die allesamt der Verankerung im Wirt dienen.